# Robin Swinkels
Robin Swinkels (ur. 6 kwietnia 1989 w Asten) – holenderski szachista, arcymistrz od 2009 roku.

## Kariera szachowa
Wielokrotnie reprezentował Holandię na mistrzostwach świata i Europy juniorów w różnych kategoriach wiekowych. Jeden z pierwszych znaczących sukcesów na arenie międzynarodowej odniósł w 2004 r., dzieląc II m. (za Olegiem Korniejewem, wspólnie z m.in. Aleksandrem Gołoszczapowem i Alexandre Dgebuadze) w otwartym turnieju w Le Touquet. W 2006 r. podzielił II m. (za Martinem Senffem, wspólnie z m.in. Viestursem Meijersem, Lazaro Bruzonem, Jaysonem Gonzalesem i Siergiejem Kriwoszejem) w kolejnym openie rozegranym w Binissalem. W 2008 r. zwyciężył w Maastricht (wspólnie z Siergiejem Klimowem, Gawainem Jonesem i Friso Nijboerem), w Ferrol (wspólnie z m.in. Isanem Ortizem Suarezem i Kidambim Sundararajanem) oraz w Groningen (wspólnie z Arkadijem Rotsteinem i Merabem Gagunaszwilim), w turnieju tym zdobywając pierwszą normę na tytuł arcymistrza. Drugą normę wypełnił podczas drużynowych mistrzostw Holandii (w sezonie 2008/09), a trzecią – w 2009 r. podczas turnieju Neckar Open w Deizisau.
Najwyższy ranking w dotychczasowej karierze osiągnął 1 lipca 2009 r., z wynikiem 2516 punktów zajmował wówczas 15. miejsce wśród holenderskich szachistów.